# Рябчево
Рябчево — посёлок в Каширском районе Воронежской области.
Входит в состав Данковского сельского поселения.

## Население
| 1859 | 1897  | 2010 |
| ---- | ----- | ---- |
| 691  | ↗1070 | ↘266 |

## Улицы
- ул. Луговая,
- ул. Первомайская,
- ул. Пролетарская,
- ул. Садовая,
- ул. Свободы.